# Soester Programm (Zentrum)
Mit dem Soester Programm vom 28. Oktober 1870 gab sich die Zentrumspartei auf einer Parteiversammlung in Soest ein von 47 Personen verabschiedetes Wahlprogramm, das maßgeblich für die weitere Entwicklung des politischen Katholizismus in Deutschland wurde. Hervorgegangen ist es aus Treffen des Soester Kreises in den Jahren 1864, 1865 und 1866. Zur Motivation formulierte Alfred Hüffer 1865, dass sich die Teilnehmer „in einen offenen Kampf gegen die sogenannten Preußischen Traditionen gewiesen“ sähen. Aus ihrer Sicht beschritt König Wilhelm I. den Weg „eines absoluten, antideutschen und protestantischen Preußens“.

## Inhalt
Unter dem Motto „Für Wahrheit, Recht und Freiheit“ wurden kirchenpolitische (Selbstständigkeit der Kirche, Abwehr der „Entchristlichung“ der Kirche) und sozialpolitische Forderungen erhoben. Der Forderungspunkt sechs, der die „Dezentralisation der Verwaltung auf Grundlage des Selbstständigkeit der politischen Korporationen in Gemeinde, Kreis und Provinz“ beinhaltete, richtete sich gegen die Exekutivmacht des mehrheitlich protestantischen Preußen, kann aber auch als ein früher politischer Ausdruck des christlich-konservativen Subsidiaritätsgedankens gelesen werden.

## Beteiligte Personen (Auswahl)
- Bernhard Alterauge (1802–1882 in Werl), Werler Propst
- Gustav Alterauge (1829–1895 in Werl), Werler Propst
- Johann Breuker
- Alfred Hüffer
- Heinrich von Droste zu Hülshoff
- Franz Hülskamp
- Wilderich von Ketteler
- Friedrich von Landsberg-Velen und Gemen
- Georg von Mallinckrodt
- August Graf Plettenberg-Lenhausen
- Burghard von Schorlemer-Alst[2]
- Wilhelm von Schorlemer
- Friedrich von Schorlemer

## Belege
1. ↑  1848-1870 auf rheinische-geschichte
2. ↑  Nach der Unterzeichnerliste rekonstruiert, vgl.